# Fritz Kirchner (componist)
Fritz Kirchner (Potsdam, 3 november 1840 – Berlijn, 14 mei 1907) was een Duits componist.
Hij studeerde onder meer aan de Neue Academie der Tonkunst bij Theodor Kullak, Richard Würst en Ernst Hermann Seyffardt. Op 15 maart 1867 legde hij aldaar een examen af met een door hem gecomponeerde en gedirigeerde Psalm voor gemengd koor en orkest. Op datzelfde instituut gaf hij zelf al lessen vanaf 1864 tot 1889. 
Kirchner was een veelschrijver met de volgende werken:
- Intermezzo a capriccio (bijlage Neuen Musik-Zeitung); opgedragen aan Ilse Böttcher
- Canzonetta en Pastorale (bijlage Neuen Musik-Zeitung)
- opus 2: Frühling ohn' Ende
- opus 9: Genrebilder
- opus 10: Drei Lieder
- opus 12: Vier Klavierstücke
- opus 21: In unsre Heimath ziehen wir wieder (uit Il Trovatore van Giuseppe Verdi)
- opus 24: Vier Charakterstücke
- opus 26: Am Wiesenbach (Idylle voor piano)
- opus 28: Ball-scenen (piano vierhandig)
- opus 30: Hesperus, romance voor piano (1875)
- opus 34: Spanische Tänze
- opus 35: Drie Militairmärsche nach Volksweisen (piano vierhandig)
- opus 36: Ball-scenen (piano vierhandig)
- opus 37: Marsch-rondo (piano) (1876)
- opus 41: Walzer-rondo
- opus 46; Zwei Gavotten
- opus 47: Introduzione und rondo pastorale (piano)
- opus 48: Canzonetta
- opus 50: Ball-scenen (Dritte Heft)
- opus 51: Jagdbild (piano) (1877)
- opus 53: Zwei Sonatinen (voor piano)
- opus 54: Notturno
- opus 59: Zwei instructieve Klavierstücke
- opus 60: Tarantelle
- opus 61: Zwei Lieder
- opus 62: Müllerlied
- opus 63: Zillertaler Volksklänge
- opus 64: Drie heroïsche Märsche
- opus 65: Menuet
- opus 66: Lass mich dit sagen, lass mir dich singen
- opus 67: Zwei Frülinglieder
- opus 68: Drei Lieder Waldtraut’s aus Wolff’s Der Wilde Jäger
- opus 69: Zwei Jägerlieder
- opus 71: Minnelied
- opus 73: Marcia alla Turca (twee- en vierhandig piano)
- opus 74: Im goldenen Mai
- opus 76: Im Kindergarten
- opus 77: Zwei Klavierstücke
- opus 78: Tanzstudien
- opus 80; Zwei Klavierstücke
- opus 81; Tanzstudien 2
- opus 82: Sechs istruktive Vortragsstücke
- opus 83: Zwei lieder
- opus 84: Präludien
- opus 85: Capriccio
- opus 89: Zwei Klavierstücke
- opus 90: Zwei Stücke; Jumoreske und Müllerlied
- opus 91: Drei Lieder Waldtraut’s aus Wolff’s Der Wilde Jäger
- opus 92: Zwei Klavierstücke in Tanzvorm
- opus 94: Vier Lieder Werner’s  aus Scheffel’s Trompeter v. Säkkingen
- opus 96: Zwei Lieder
- opus 98: Zwei Lieder
- opus 100: Bilder aus de vier Jahreszeiten
- opus 101: Die Forelle
- opus 102:Serenate (voor piano)
- opus 104: Drei Lieder
- opus 106: Zwei Gavotten
- opus 107; Heroischer Marsch
- opus 110: Zwei Gavotten
- opus 112: Zu Papa’s und Mama’s Geburtstag (vierhandig)
- opus 113: Zwei ländliche Tänze
- opus 114: Vier kleine Vortragstücke
- opus 115: Landlich-sittlich, Vier ländliche tanz-scenen
- opus 117: Zwei Klavierstücke
- opus 132: Zwei Polonaisen
- opus 135: Le printemps d’amour
- opus 138: Zwei Wanderlieder
- opus 140: Sechs Genrestücke in leichter Spielart
- opus 150: Canzonetta
- opus 163: Menuetto
- opus 166: Kärntner Lieder
- opus 173: Drei Wanderlieder
- opus 181: Jagstudk
- opus 184: Schlummerlied
- opus 185: Die Alpenrose
- opus 196: Valses styriennes
- opus 202: Sehnsucht nach den Bergen (voor piano)
- opus 204: Vor Liebchens Fenster
- opsu 209: Souvenir des Alpes
- opus 210: Die Rosenzeit, valse brillante
- opus 211: Vixenlied
- opus 212: Böhmische NationalTänze
- opus 214/5: Salon- und Klavierstücke
- opus 220 Tyroler Alpenlieder
- opus 222: Schneewillchen
- opus 225: Sonatine
- opus 299: Airs styriens
- opus 230: Meditation
- opus 231: La gazelle, piece caracteristique
- opus 232: Sanssouci
- opus 233: Spinnlied
- opus 238: Poeme d’amour
- opus 239: Suite de danses
- opus 242: Serenade Espagnole
- opus 245: Zweiter Jagdstuck
- opus 250: Herzblättchen
- opus 251: Reiterstücke
- opus 252: Campanella
- opus 256: Karneval-Festklänge
- opus 257: les cascades du hohwald
- opus 260: Denses espagnoles
- opus 262: Weihnachten
- opus 270: Reiseskizzen
- opus 285: Forget me not
- opus 290: Nouvelles dances Françaises

- opus 303: Kaiser Wilhelm’s Heimkehr
- opus 308: Danse des Sylphides
- opus 311: Jugendalbum (Bagatelles)
- opus 316: Fantaisie-impromptu
- opus 317; Gondoliera
- opus 326: Danses russes (piano vierhandig)
- opus 327: Airs russen
- opus 331: Momentbilder aus dem Soldatenleben
- opus 335: Tonbilder
- opus 340: Die Glocken des Strassburger Münster
- opus 341: Der Vöglien Abendgesang
- opus 345: Lieder eines fahrendes Gesellen (zes liederen)
- opus 347: Auf tanzenden Wellen
- opus 349: Salon- und Klavierstücke
- opus 353: Polka de salon
- opus 359: En carrière; galop brillant
- opus 363; Eglantine, mazurka de salon
- opus 368: Herbstwind
- opus 381: Danse Espagnole
- opus 387: Deux improvisations
- opus 390: In Wald und Feld
- opus 394: Vier Salontänze in leichter Spielart
- opus 400: Sechs Klavierstücken (vierhandig)
- opus 405: Evviva Napoli! (Tarantelle)
- opus 410: Deux morceaux de salon
- opus 413: carillon, Morceau de salon pour piano
- opus 414: Eldewiss
- opus 423; Deux dances Italiennes
- opus 427; Zwei Klavierstücke
- opus 434; Elfen-Reigen
- opus 460: Six charasteristic pieces
- opus 464: Frühlingslied
- opus 467: Caprice-mazurka
- opus 473: Consolation
- opus 484: Die Lori vom Berge
- opus 493: Romanze
- opus 502: Mélodies styriennes
- opus 506: Fünf Skizzen
- opus 514: Die Czikos-post
- opus 520: Gavotte de la cour
- opus 525: Im Frühling
- opus 569: Drei Gesänge
- opus 570: Purling Brooklet
- opus 589: Gänseliesel, Idylle voor piano
- opus 594: Dors-tu, ma vie, sérenade
- opus 599: Gesänge
- opus 600: Dorfmusikanten
- opus 602: Toujours joyeux
- opus 606: Klaviercompositionen no. 1
- opus 608; Dritter Jagdstück
- opus 612: Feuillets d’album
- opus 620: Alphornklänge
- opus 633: Traumbilder
- opus 643: Raondeau militaire
- opus 645: La manolinata
- opus 656: Deux bluettes
- opus 661: Neckerei
- opus 662: Glockenblaumen
- opus 672: Vier Gesänge
- opus 690: Ländlicher Tanz
- opus 699: Rigaudon
- opus 700: Frühlingsfantasie
- opus 701: Album für junge Pianisten
- opus 705: Trois danse Hongroises pour piano
- opus 708: Danse des jongleurs Indiens
- opus 709: Amazonen-ritt
- opus 715: Polka a capriccio
- opus 716: Elfen-Spiel
- opus 720; Dorfmusik (Sonnengold)
- opus 729: Tanz-Arabeske
- opus 736: Zwei Lieder im Volkston für Männerquartett
- opus 740: Valsette pour piano
- opus 741: Elegie pour violon et piano
- opus 744: Im Wals und auf der Heide
- opus 745: Auf der Puszta
- opus 750: Bonn: Wenn nur der Rhien nicht war
- opus 753: Wiegenlied Aus dem Netschen schaut heraus
- opus 778: Papillons, morceau élégant
- opus 797: Petite romance
- opus 802: Sicilienne
- opus 806: Marysienka, caprice-mazurka
- opus 817: Impromptu
- opus 825; Sehnsucht
- opus 850: Zigeunermädchen (liederen)
- opus 889: Idylle
- opus 896: Vier melodische Stücke for piano
- opus 898: Amoretten
- opus 907: Intermezzo canzone
- opus 908: Caprice espagnol
- opus 910: Dodelinette
- opus 934: Chanson d’amour
- opus 967: Au cabaret
- opus 970: Feuillets d’album (voor piano)
- opus 971: Deuzieme mazurka styrienne
- opus 1000: Feuillets d’album
- opus 1005; Janitscharen Marsch
- opus 1012: Song of the lute player
- opus 1013; En traineau (vierhandig piano)
- opus 1014: Caprice in Es (Perpetuum mobile)
- opus 1022: Humoreske
- opus 1023: Ena gavotte
- opus 1030: La Bergere, pastorale pour piano

- Gemeinsame Normdatei: 116186941
- International Standard Name Identifier: 0000 0001 1604 951X
- Library of Congress Control Number: n82216200
- Nationale Bibliotheek van Tsjechië: mzk2011628356
- Nationale Bibliotheek van Polen: a0000001896501
- Trove: 1530366
- Virtual International Authority File: 20425449
- WorldCat: E39PBJvHbd4pTcVT6JmwvPR3Qq